# Black Springs
Black Springs – miasto w Stanach Zjednoczonych, w stanie Arkansas, w hrabstwie Montgomery.